# ترازم

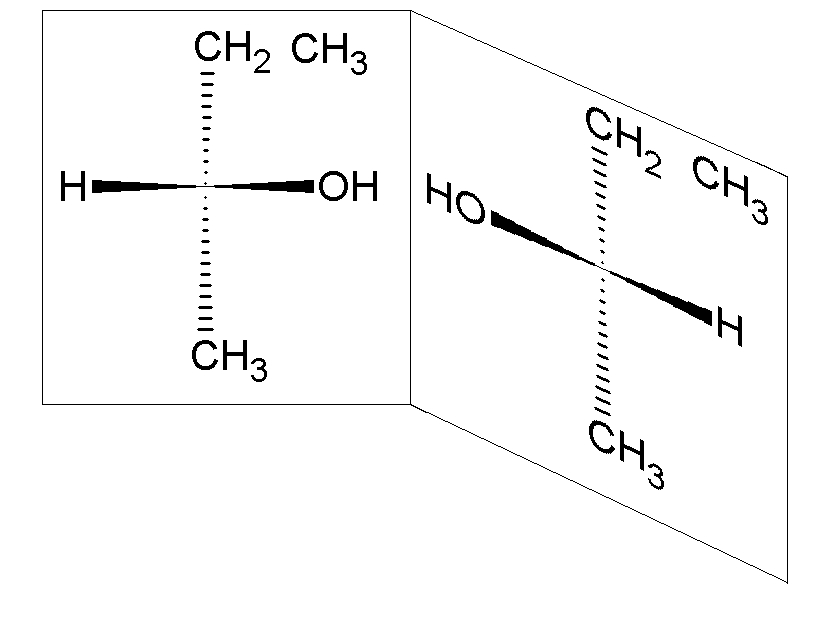

في الكيمياء يعرف الترازم بأنه تحول مزيج نقي التصاوغ المرآتي (يحتوي على متصاوغ مرآتي واحد) إلى مزيج يحتوي أكثر من متصاوغ مرآتي. إذا نتج عن الترازم مزيج يحتوي على متصاوغات مرآتية بنسب متساوية فعندئذ يسمى هذا المزيج مزيجا عنقوديا أو راسيمات وهو مزيج غير فعال ضوئيا لمتصاوغين أيمن وأيسر.